# Roberto García Orozco
Roberto García Orozco (ur. 24 października 1974 w mieście Meksyk) – meksykański sędzia piłkarski.
Arbitrem profesjonalnym jest od 2002 roku, międzynarodowym od 2007 roku. Karierę arbitra rozpoczął od prowadzenia meczów drugiej ligi meksykańskiej – Primera División A. Szybko awansował jednak do najwyższej klasy rozgrywkowej, gdzie zadebiutował w wiosennym sezonie Clausura 2003 jako sędzia techniczny, zaś premierowy mecz pierwszoligowy poprowadził jako główny sędzia 17 stycznia 2004, pomiędzy Atlasem i Pueblą (1:1). Kilkakrotnie wybierany przez Meksykański Związek Piłki Nożnej na najlepszego sędziego ligi meksykańskiej, dwukrotnie – w sezonach Apertura 2008 i Apertura 2012 – sędziował spotkanie finałowe krajowych rozgrywek.
W 2004 roku zadebiutował jako arbiter na arenie międzynarodowej, w spotkaniu rundy eliminacyjnej Copa Sudamericana pomiędzy boliwijskimi zespołami Aurorą i Bolívarem (1:2). W późniejszym czasie był wyznaczany przez CONCACAF i FIFA do obsady wielu turniejów międzynarodowych, zarówno na szczeblu klubowym, jak i reprezentacyjnym. Od 2008 roku regularnie prowadzi mecze najbardziej prestiżowych rozgrywek północnoamerykańskiego kontynentu, Ligi Mistrzów CONCACAF, której finał, pomiędzy meksykańskimi Santos Laguną i Monterrey (2:1), sędziował w sezonie 2011/2012. Dwukrotnie prowadził mistrzostwa Ameryki Środkowej, Copa Centroamericana, a w 2011 roku poprowadził pięć spotkań na Mistrzostwa Świata U-17 w Meksyku. W 2012 roku sędziował dwa mecze fazy grupowej na Igrzyskach Olimpijskich w Londynie.